# Cruizin 4

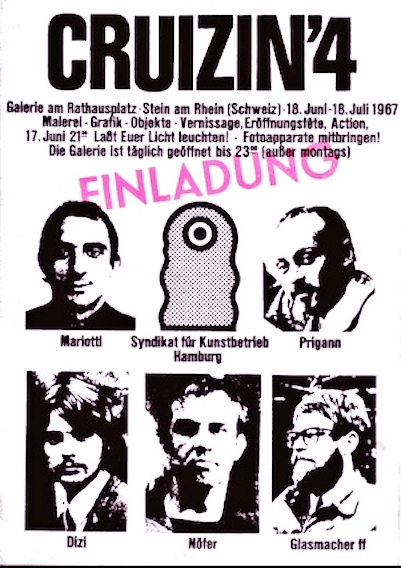
Syndikat für Kunstbetrieb (Ausstellungsplakat) Entwurf: Werner Nöfer

Cruizin 4 (Syndikat für Kunstbetrieb) war eine im Jahr 1965 von den Künstlern Gunter Gerlach, Dieter Glasmacher, Francesco Mariotti, Werner Nöfer, Dirk Zimmer (Dizi) und Hermann Prigann in Hamburg gegründete Gruppe, die durch Ausstellungen und Happenings hervorgetreten ist. Aus der Gruppierung entstand im Jahr 1968 die CO-OP Künstlercooperative Hamburg.
Bekannt wurde sie durch die spektakuläre Eröffnung der Ausstellung „Cruizin 4“ in der Galerie Mensch am Altonaer Fischmarkt in Hamburg-Altona sowie durch eine Performance im Cosinus, einer legendären Kneipe im Uni-Viertel. Das Happening „Die 1. Weltmeisterschaft im Dauermalen“ fand hier unter medizinischer, sowie speziell auch psychiatrischer Betreuung von Ärzten des Universitätskrankenhauses Eppendorf statt. Die auf ca. 80 Stunden geplante Performance wurde nach 36 Stunden auf ärztlichen Rat wegen Kollabierens eines Teilnehmers abgebrochen. Es wurden vor allem die Erschöpfungs- und Schlafphasen nach dem Ereignis im Schlaflabor des UKE wissenschaftlich untersucht. Die Künstlergruppe machte weitere Ausstellungen und Happenings in der Schweiz und in Deutschland.